# È proprio come vivere
È proprio come vivere è il quarto album musicale di Mia Martini, pubblicato il 16 maggio 1974 dalla Dischi Ricordi.

## Il disco
In questo album, uscito sull'onda del successo de Il giorno dopo, continua la collaborazione con Dario Baldan Bembo, mentre tra i nuovi autori troviamo Maurizio Vandelli (leader dell'Equipe 84), il quale scrive assieme a Maurizio Piccoli Un'età, e Alberto Salerno (già autore di Io, vagabondo per I Nomadi), che scrive invece Ritratti della mia incoscienza. 
Inno ed ...e stelle stan piovendo sono i due successi estivi (scritti da Maurizio Piccoli) promossi dalla Martini in programmi come Adesso musica (5 luglio 1974) ed E l'orchestra racconta (10 ottobre 1974), pubblicati come lato A di uno stesso singolo, poiché nelle classifiche di vendita le due canzoni si scambiano le posizioni settimana dopo settimana e nei negozi di dischi gli acquirenti preferirono proprio ...e stelle stan piovendo (M. Piccoli), che ha ottenuto quindi un successo maggiore del previsto.
Agapimu è invece una canzone scritta dalla stessa Mia Martini assieme a Giovanni Conte con un testo in greco, che ottiene una fama internazionale grazie alla cantante spagnola Ana Belén, la quale, grazie a questo brano, arriva al 1º posto nelle classifiche di vendita spagnole nel 1979. La canzone viene poi reinterpretata nel 1989 dalla cantante calabrese nell'album Martini Mia..., disco che segna il suo ritorno dopo 6 anni di ostracismo da parte di molti addetti ai lavori.
Tra le altre canzoni possiamo ricordare Luna bianca, scritta da Dario Baldan Bembo e Maurizio Piccoli, sigla finale di Gran varietà, la raffinata Domani e Alba.
È proprio come vivere diviene uno degli album di maggior successo del 1974 con oltre 300 000 copie vendute, grazie anche alla promozione nel programma radiofonico Gran varietà, nel quale Mia Martini fu ospite fissa dal 9 giugno al 7 luglio, alla sua terza partecipazione alla Mostra Internazionale di Musica Leggera (28 settembre), dove presenta dal vivo Inno e Agapimu, e al Festivalbar, dove Mia Martini partecipa in qualità di ospite d'onore presentando nuovamente Inno.
Allegato al disco vi è un mini poster di Mauro Piccini.
In ottobre Mia Martini viene premiata con il disco d'oro per le vendite dei suoi tre album.

## Tracce
1. Inno – 4:25 (testo: Maurizio Piccoli – musica: Dario Baldan Bembo)
2. Il viaggio – 5:07 (testo: Luigi Albertelli – musica: Maurizio Fabrizio)
3. Domani – 4:25 (testo: Luigi Albertelli – musica: Giancarlo Colonnello)
4. ...E stelle stan piovendo – 3:36 (Maurizio Piccoli)
5. Alba – 3:37 (testo: Luigi Albertelli – musica: Massimo Guantini)
6. Agapimu – 4:08 (testo: Mia Martini, Giovanni Conte – musica: Dario Baldan Bembo)
7. Un'età – 3:15 (testo: Maurizio Piccoli – musica: Dario Baldan Bembo, M. Vandelli)
8. Gentile se vuoi – 3:19 (testo: Luigi Albertelli – musica: Angelo La Bionda, Carmelo La Bionda)
9. Luna bianca – 4:56 (testo: Maurizio Piccoli – musica: Dario Baldan Bembo, Leonardo Ricchi)
10. Ritratti della mia incoscienza – 5:00 (testo: Alberto Salerno – musica: Maurizio Fabrizio)

## Formazione
- Mia Martini: voce
- Dario Baldan Bembo: tastiera
- Gigi Cappellotto: basso
- Andy Surdi: batteria
- Salvatore Fabrizio: chitarra
- Maurizio Fabrizio: chitarra
- Sergio Farina: chitarra
- La Bionda: chitarra
- Ernesto Massimo Verardi: chitarra
- Expo 80: cori
- Natale Massara: direttore d'orchestra